# Тривандрам (округ)
Тривандрам (малаял. തിരുവനന്തപുരം ജില്ല; англ. Thiruvananthapuram) — округ в индийском штате Керала. Образован 1 ноября 1956 года. Административный центр — город Тривандрам. Площадь округа — 2192 км².

## География и климат

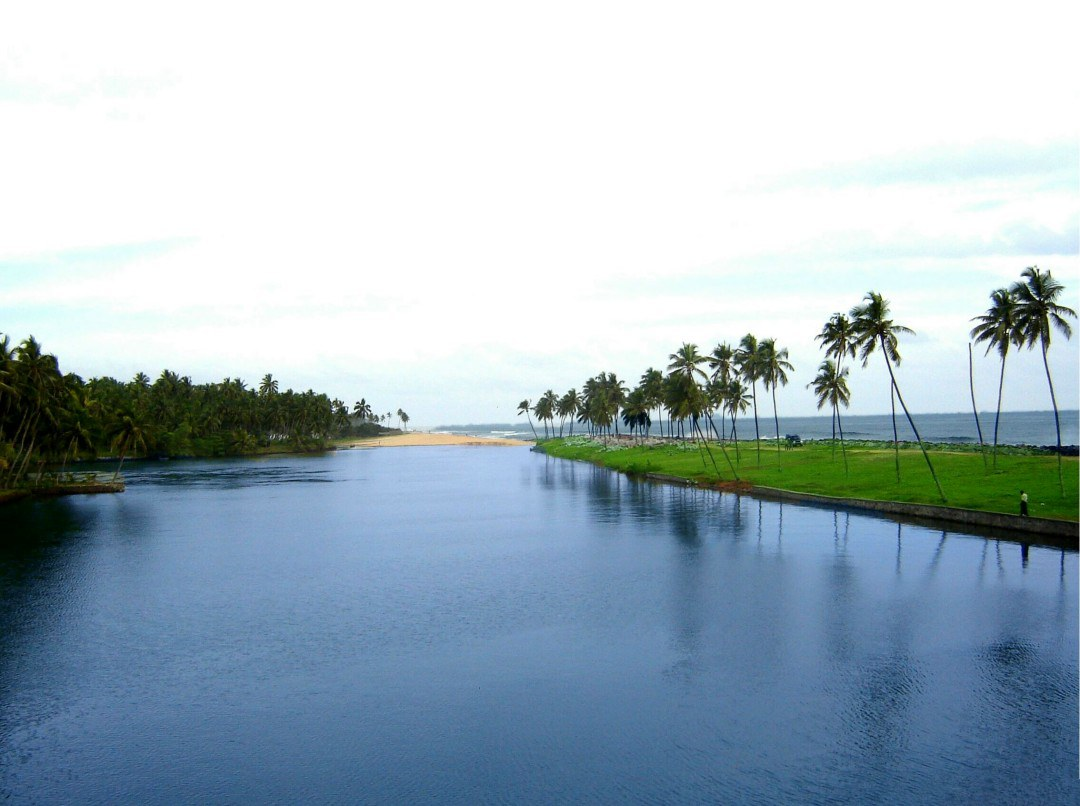
Озеро Эдава-Надаяра близ города Варкала

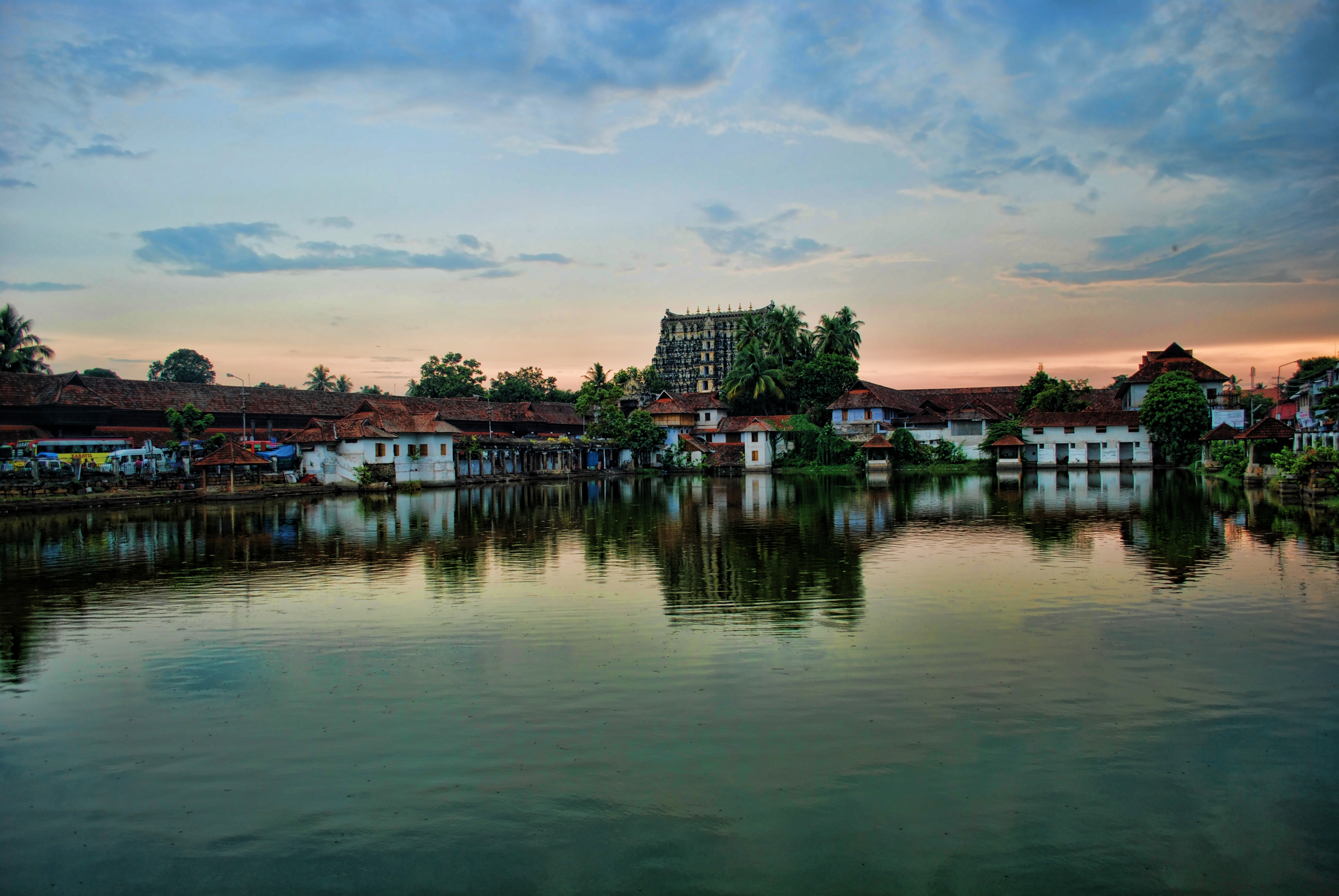
Храм Падманабхасвами, Тривандрам

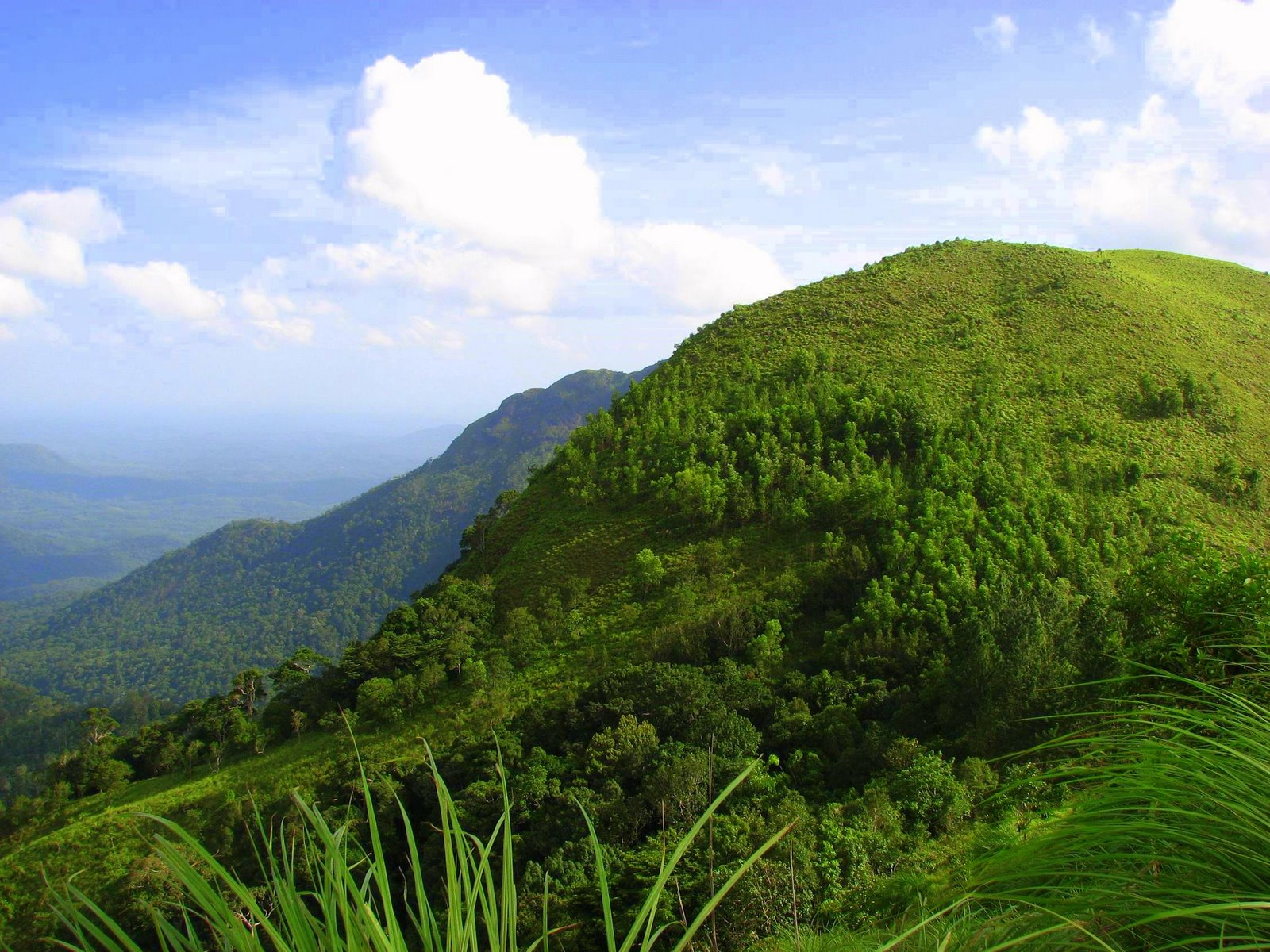
Холмы Понмунди, северо-восток округа

Расположен на крайнем юге штата Керала, крайняя южная точка округа всего в 54 км от мыса Коморин. Протянулся на 78 км вдоль побережья Аравийского моря, на севере граничит с округом Коллам, на востоке — со штатом Тамилнад. Восток и северо-восток округа занимают Западные Гхаты, высотой до 1869 метров. Через территорию округа протекают 3 реки: Нейяр, Карамана и Ваманапурам; кроме того имеются несколько озёр и лагун.
Климат — жаркий и влажный со средним максимумом 35°С и средним минимумом 20°С. Среднегодовой уровень осадков составляет около 1500 мм. Период муссоном продолжается с июня по сентябрь (юго-западные) и с октября по ноябрь (северо-восточные).

## Население
По данным всеиндийской переписи 2001 года население округа составляло 3 234 707 человек. Уровень грамотности взрослого населения составлял 89,3 %, что значительно выше среднеиндийского уровня (59,5 %). Доля городского населения составляла 33,8 %.
Индуизм исповедуют 69,8 % населения, христианство — 17,68 %, ислам — 12,52 %. Основной язык населения — малаялам, в Тривандраме имеются также носители хинди, тамильского, тулу и др. языков.

## Экономика
Промышленность представляет собой переработку сельскохозяйственной продукции, производство строительных материалов, текстильную и химическую промышленность. Развит туризм и ИТ-сектор. Основные сельскохозяйственные культуры региона: рис, чёрный перец, имбирь, орехи кешью, тапиока, кокосы, чай и др. Близ Тривандрама в Тхумбе находится индийская экваториальная станция запуска ракет (Тхумба).

## Транспорт
Международный аэропорт Тривандрам расположен примерно в 4 км к западу от центра города и в 16 км от курорта Ковалам. Выполняются рейсы в такие города мира как Эр-Рияд, Мале, Дубай, Маскат, Доха, Эль-Кувейт, Коломбо, а также многие местные рейсы в крупные города Индии.
Национальное шоссе № 47 проходит через весь округ с севера на юг (около 80 км). В округе имеется 20 железнодорожных станций, включая Тривандрам-Центральный (Trivandrum Central).